# 20512 Rothenberg
20512 Rothenberg è un asteroide della fascia principale. Scoperto nel 1999, presenta un'orbita caratterizzata da un semiasse maggiore pari a 3,0568848 UA e da un'eccentricità di 0,0938229, inclinata di 8,56542° rispetto all'eclittica.